# آمیسی (دهانه)
آمیسی یک دهانه برخوردی در ماه است.

## دهانه‌های اقماری
این دهانه ۷ دهانه اقماری دارد.
| Amici | عرض جغرافیایی | طول جغرافیایی | قطر           |
| ----- | ------------- | ------------- | ------------- |
| M     | ۱۱٫۸° S       | ۱۷۱٫۹° W      | ۱۰۵٫۰ کیلومتر |
| N     | ۱۱٫۸° S       | ۱۷۲٫۵° W      | ۳۹٫۰ کیلومتر  |
| Q     | ۱۲٫۰° S       | ۱۷۵٫۷° W      | ۴۷٫۰ کیلومتر  |
| P     | ۱۲٫۳° S       | ۱۷۴٫۱° W      | ۳۱٫۰ کیلومتر  |
| R     | ۱۱٫۴° S       | ۱۷۵٫۲° W      | ۳۴٫۰ کیلومتر  |
| U     | ۸٫۷° S        | ۱۷۵٫۵° W      | ۹۶٫۰ کیلومتر  |
| T     | ۹٫۷° S        | ۱۷۴٫۰° W      | ۴۳٫۰ کیلومتر  |